# Тур WTA 2018
Тур WTA 2018 - серія елітних професійних тенісних турнірів, які проходили під егідою Жіночої тенісної асоціації (WTA) упродовж 2018 року. Календар Туру WTA 2018 містив турніри Великого шолома (під егідою Міжнародної тенісної федерації (ITF)), Турніри WTA Premier (Premier Mandatory, Premier 5 і звичайні Premier), Турніри WTA International, Кубок Федерації (організований ITF), чемпіонати кінця сезону (Чемпіонат WTA і WTA Elite Trophy). Також до календаря 2018 належав Кубок Гопмана, організатором якого був ITF і на якому не розігрувались рейтингові очки.

## Розклад
Нижче наведено повний розклад турнірів на 2018 рік, включаючи перелік тенісисток, які дійшли на турнірах щонайменше до чвертьфіналу.
Легенда
| Турніри Великого шолома      |
| Чемпіонати закінчення сезону |
| WTA Premier Mandatory        |
| WTA Premier 5                |
| WTA Premier                  |
| WTA International            |
| Командні змагання            |

### Січень
| Тиждень           | Турнір | Чемпіонки                                        | Фіналістки                               | Півфіналістки                                      | Чвертьфіналістки                                                                  |
| ----------------- | --- | ------------------------------------------------ | ---------------------------------------- | -------------------------------------------------- | --------------------------------------------------------------------------------- |
| 1 січня           | Кубок Гопмана Перт, Австралія Турнір змішаних команд ITF Хард (п) – 8 команд (ГР)                                                                              | Швейцарія 2–1                                    | Німеччина                                | Круговий турнір (Група A) Бельгія Австралія Канада | Круговий турнір (Група B) США Росія Японія                                        |
| 1 січня           | Brisbane International Брисбен, Австралія WTA Premier $1,000,000 – Хард – 30S/32Q/16D Одиночний розряд – Парний розряд                                         | Еліна Світоліна 6–2, 6–1                         | Олександра Соснович                      | Анастасія Севастова Кароліна Плішкова              | Александра Крунич Алізе Корне Джоанна Конта Кая Канепі                            |
| 1 січня           | Brisbane International Брисбен, Австралія WTA Premier $1,000,000 – Хард – 30S/32Q/16D Одиночний розряд – Парний розряд                                         | Кікі Бертенс Демі Схюрс 7–5, 6–2                 | Андрея Клепач Марія Хосе Мартінес Санчес | Анастасія Севастова Кароліна Плішкова              | Александра Крунич Алізе Корне Джоанна Конта Кая Канепі                            |
| 1 січня           | Шеньчжень Open Шеньчжень, Китай WTA International $750,000 – Хард – 32S/16Q/16D Одиночний розряд – Парний розряд                                               | Симона Халеп 6–1, 2–6, 6–0                       | Катержина Сінякова                       | Ірина-Камелія Бегу Марія Шарапова                  | Соболенко Арина Сергіївна Тімеа Бабош Заріна Діяс Крістина Плішкова               |
| 1 січня           | Шеньчжень Open Шеньчжень, Китай WTA International $750,000 – Хард – 32S/16Q/16D Одиночний розряд – Парний розряд                                               | Ірина-Камелія Бегу Симона Халеп 1–6, 6–1, [10–8] | Барбора Крейчикова Катержина Сінякова    | Ірина-Камелія Бегу Марія Шарапова                  | Соболенко Арина Сергіївна Тімеа Бабош Заріна Діяс Крістина Плішкова               |
| 1 січня           | Auckland Open Окленд, Нова Зеландія WTA International $250,000 – Хард – 32S/32Q/16D Одиночний розряд – Парний розряд                                           | Юлія Гергес 6–4, 7–6(7–4)                        | Каролін Возняцкі                         | Сачія Вікері Сє Шувей                              | Софія Кенін Агнешка Радванська Барбора Заглавова-Стрицова Полона Герцог           |
| 1 січня           | Auckland Open Окленд, Нова Зеландія WTA International $250,000 – Хард – 32S/32Q/16D Одиночний розряд – Парний розряд                                           | Сара Еррані Бібіана Схофс 7–5, 6–1               | Ходзумі Ері Мію Като                     | Сачія Вікері Сє Шувей                              | Софія Кенін Агнешка Радванська Барбора Заглавова-Стрицова Полона Герцог           |
| 8 січня           | Sydney International Сідней, Австралія WTA Premier $799,000 – Хард – 30S/32Q/16D Одиночний розряд – Парний розряд                                              | Анджелік Кербер 6–4, 6–4                         | Ешлі Барті                               | Дарія Гаврилова Каміла Джорджі                     | Гарбінє Мугуруса Барбора Заглавова-Стрицова Агнешка Радванська Домініка Цібулкова |
| 8 січня           | Sydney International Сідней, Австралія WTA Premier $799,000 – Хард – 30S/32Q/16D Одиночний розряд – Парний розряд                                              | Габріела Дабровскі Сюй Їфань 6–3, 6–1            | Латіша Чжань Андреа Главачкова           | Дарія Гаврилова Каміла Джорджі                     | Гарбінє Мугуруса Барбора Заглавова-Стрицова Агнешка Радванська Домініка Цібулкова |
| 8 січня           | Hobart International Гобарт, Австралія WTA International $250,000 – Хард – 32S/24Q/16D Одиночний розряд – Парний розряд                                        | Елісе Мертенс 6–1, 4–6, 6–3                      | Міхаела Бузернеску                       | Леся Цуренко Гезер Вотсон                          | Соболенко Арина Сергіївна Алісон Ріск Донна Векич Моніка Нікулеску                |
| 8 січня           | Hobart International Гобарт, Австралія WTA International $250,000 – Хард – 32S/24Q/16D Одиночний розряд – Парний розряд                                        | Елісе Мертенс Демі Схюрс 6–2, 6–2                | Людмила Кіченок Ніномія Макото           | Леся Цуренко Гезер Вотсон                          | Соболенко Арина Сергіївна Алісон Ріск Донна Векич Моніка Нікулеску                |
| 15 січня 22 січня | Відкритий чемпіонат Австралії Мельбурн, Австралія Великий шолом A$25,036,000 – Хард 128S/96Q/64D/32X Одиночний розряд – Парний розряд – Змішаний парний розряд | Каролін Возняцкі 7–6(7–2), 3–6, 6–4              | Симона Халеп                             | Анджелік Кербер \| Елісе Мертенс                   | Кароліна Плішкова Медісон Кіз Еліна Світоліна Карла Суарес Наварро                |
| 15 січня 22 січня | Відкритий чемпіонат Австралії Мельбурн, Австралія Великий шолом A$25,036,000 – Хард 128S/96Q/64D/32X Одиночний розряд – Парний розряд – Змішаний парний розряд | Тімеа Бабош Крістіна Младенович 6–4, 6–3         | Катерина Макарова Олена Весніна          | Анджелік Кербер \| Елісе Мертенс                   | Кароліна Плішкова Медісон Кіз Еліна Світоліна Карла Суарес Наварро                |
| 15 січня 22 січня | Відкритий чемпіонат Австралії Мельбурн, Австралія Великий шолом A$25,036,000 – Хард 128S/96Q/64D/32X Одиночний розряд – Парний розряд – Змішаний парний розряд | Габріела Дабровскі Мате Павич 2–6, 6–4, [11–9]   | Тімеа Бабош Роган Бопанна                | Анджелік Кербер \| Елісе Мертенс                   | Кароліна Плішкова Медісон Кіз Еліна Світоліна Карла Суарес Наварро                |
| 29 січня          | St. Petersburg Ladies' Trophy Санкт-Петербург, Росія WTA Premier $799,000 – Хард (п) – 28S/32Q/16D Одиночний розряд – Парний розряд                            | Петра Квітова 6–1, 6–2                           | Крістіна Младенович                      | Дарія Касаткіна Юлія Гергес                        | Каролін Возняцкі Катержина Сінякова Elena Rybakina Альона Остапенко               |
| 29 січня          | St. Petersburg Ladies' Trophy Санкт-Петербург, Росія WTA Premier $799,000 – Хард (п) – 28S/32Q/16D Одиночний розряд – Парний розряд                            | Тімеа Бачинскі Віра Звонарьова 2–6, 6–1, [10–3]  | Алла Кудрявцева Катарина Среботнік       | Дарія Касаткіна Юлія Гергес                        | Каролін Возняцкі Катержина Сінякова Elena Rybakina Альона Остапенко               |
| 29 січня          | Тайбей , Тайвань WTA International $250,000 – Хард (п) – 32S/24Q/16D Одиночний розряд – Парний розряд                                                          | Тімеа Бабош 7–5, 6–1                             | Катерина Козлова                         | Ван Яфань Сабіне Лісіцкі                           | Ежені Бушар Магда Лінетт Моніка Нікулеску Юлія Путінцева                          |
| 29 січня          | Тайбей , Тайвань WTA International $250,000 – Хард (п) – 32S/24Q/16D Одиночний розряд – Парний розряд                                                          | Дуань Інін Ван Яфань 7–6(7–4), 7–6(7–5)          | Хібіно Нао Оксана Калашникова            | Ван Яфань Сабіне Лісіцкі                           | Ежені Бушар Магда Лінетт Моніка Нікулеску Юлія Путінцева                          |

### Лютий
| Тиждень   | Турнір | Чемпіонки                                                                                       | Фіналістки                                                           | Півфіналістки                    | Чвертьфіналістки                                                 |
| --------- | --- | ----------------------------------------------------------------------------------------------- | -------------------------------------------------------------------- | -------------------------------- | ---------------------------------------------------------------- |
| 5 лютого  | Чвертьфінал Кубка Федерації Мінськ, Білорусь – Хард (п) Прага, Чехія – Хард (п) Ла-Рош-сюр-Іон, Франція – Хард (п) Ешвіль, США – Хард (п) | Перемогли у чвертьфіналах Німеччина 3–2 · Чехія 3–1 · Франція 3–2 · Сполучені Штати Америки 3–1 | Програли у чвертьфіналах Білорусь · Швейцарія · Бельгія · Нідерланди |                                  |                                                                  |
| 12 лютого | Qatar ExxonMobil Open Доха, Катар WTA Premier 5 $3,198,000 – Хард – 28S/32Q/16D Одиночний розряд – Парний розряд                          | Петра Квітова 3–6, 6–3, 6–4                                                                     | Гарбінє Мугуруса                                                     | Каролін Возняцкі Симона Халеп    | Анджелік Кербер Юлія Гергес Каролін Гарсія Кетрін Белліс         |
| 12 лютого | Qatar ExxonMobil Open Доха, Катар WTA Premier 5 $3,198,000 – Хард – 28S/32Q/16D Одиночний розряд – Парний розряд                          | Габріела Дабровскі Олена Остапенко 6–3, 6–3                                                     | Андрея Клепач Марія Хосе Мартінес Санчес                             | Каролін Возняцкі Симона Халеп    | Анджелік Кербер Юлія Гергес Каролін Гарсія Кетрін Белліс         |
| 19 лютого | Dubai Tennis Championships Дубай,, ОАЕ WTA Premier $2,623,485 – Hard – 28S/32Q/16D Одиночний розряд – Парний розряд                       | Еліна Світоліна 6–4, 6–0                                                                        | Дарія Касаткіна                                                      | Анджелік Кербер Гарбінє Мугуруса | Осака Наомі Кароліна Плішкова Олена Весніна Каролін Гарсія       |
| 19 лютого | Dubai Tennis Championships Дубай,, ОАЕ WTA Premier $2,623,485 – Hard – 28S/32Q/16D Одиночний розряд – Парний розряд                       | Чжань Хаоцін Ян Чжаосюань 4–6, 6–2, [10–6]                                                      | Сє Шувей Пен Шуай                                                    | Анджелік Кербер Гарбінє Мугуруса | Осака Наомі Кароліна Плішкова Олена Весніна Каролін Гарсія       |
| 19 лютого | Hungarian Ladies Open Будапешт, Угорщина WTA International $250,000 – Хард (п) – 32S/24Q/16D Одиночний розряд – Парний розряд             | Алісон ван Ейтванк 6–3, 3–6, 7–5                                                                | Домініка Цібулкова                                                   | Мона Бартель Вікторія Кужмова    | Юганна Ларссон Їсалін Бонавентюре Петра Мартич Чжан Шуай         |
| 19 лютого | Hungarian Ladies Open Будапешт, Угорщина WTA International $250,000 – Хард (п) – 32S/24Q/16D Одиночний розряд – Парний розряд             | Георгіна Гарсія Перес Фанні Штоллар 4–6, 6–4, [10–3]                                            | Кірстен Фліпкенс Юганна Ларссон                                      | Мона Бартель Вікторія Кужмова    | Юганна Ларссон Їсалін Бонавентюре Петра Мартич Чжан Шуай         |
| 26 лютого | Mexican Open Акапулько, Мексика WTA International $250,000 – Хард – 32S/24Q/16D Одиночний розряд – Парний розряд                          | Леся Цуренко 5–7, 7–6(7–2), 6–2                                                                 | Штефані Феґеле                                                       | Ребекка Петерсон Дар'я Гаврилова | Слоун Стівенс Чжан Шуай Вероніка Сепеде Ройг Крістіна Младенович |
| 26 лютого | Mexican Open Акапулько, Мексика WTA International $250,000 – Хард – 32S/24Q/16D Одиночний розряд – Парний розряд                          | Татьяна Марія Гезер Вотсон 7–5, 2–6, [10–2]                                                     | Кейтлін Крістіан Сабріна Сантамарія                                  | Ребекка Петерсон Дар'я Гаврилова | Слоун Стівенс Чжан Шуай Вероніка Сепеде Ройг Крістіна Младенович |

### Березень
| Тиждень               | Турнір | Чемпіонки                          | Фіналістки                            | Півфіналістки                   | Чвертьфіналістки                                                    |
| --------------------- | --- | ---------------------------------- | ------------------------------------- | ------------------------------- | ------------------------------------------------------------------- |
| 5 березня 12 березня  | Indian Wells Open Індіан-Веллс, США WTA Premier Mandatory $8,648,508 – Хард – 96S/48Q/32D Одиночний розряд – Парний розряд | Осака Наомі 6–3, 6–2               | Дарія Касаткіна                       | Симона Халеп Вінус Вільямс      | Петра Мартич Кароліна Плішкова Карла Суарес Наварро Анджелік Кербер |
| 5 березня 12 березня  | Indian Wells Open Індіан-Веллс, США WTA Premier Mandatory $8,648,508 – Хард – 96S/48Q/32D Одиночний розряд – Парний розряд | Сє Шувей Барбора Стрицова 6–4, 6–4 | Катерина Макарова Олена Весніна       | Симона Халеп Вінус Вільямс      | Петра Мартич Кароліна Плішкова Карла Суарес Наварро Анджелік Кербер |
| 19 березня 26 березня | Miami Open Маямі, США WTA Premier Mandatory $8,648,508 – Хард – 96S/48Q/32D Одиночний розряд – Парний розряд               | Слоун Стівенс 7–6(7–5), 6–1        | Альона Остапенко                      | Вікторія Азаренко Деніел Колінз | Кароліна Плішкова Анджелік Кербер Еліна Світоліна Вінус Вільямс     |
| 19 березня 26 березня | Miami Open Маямі, США WTA Premier Mandatory $8,648,508 – Хард – 96S/48Q/32D Одиночний розряд – Парний розряд               | Ешлі Барті Коко Вандевей 6–2, 6–1  | Барбора Крейчикова Катержина Сінякова | Вікторія Азаренко Деніел Колінз | Кароліна Плішкова Анджелік Кербер Еліна Світоліна Вінус Вільямс     |

### Квітень
| Тиждень   | Турнір | Чемпіонки                                                        | Фіналістки                                  | Півфіналістки                    | Чвертьфіналістки                                                               |
| --------- | --- | ---------------------------------------------------------------- | ------------------------------------------- | -------------------------------- | ------------------------------------------------------------------------------ |
| 2 квітня  | Charleston Open Чарлстон, США WTA Premier $800,000 – ґрунт (зелений) – 56S/32Q/16D Одиночний розряд – Парний розряд               | Кікі Бертенс 6–2, 6–1                                            | Юлія Гергес                                 | Медісон Кіз Анастасія Севастова  | Алізе Корне Бернарда Пера Дарія Касаткіна Крістина Плішкова                    |
| 2 квітня  | Charleston Open Чарлстон, США WTA Premier $800,000 – ґрунт (зелений) – 56S/32Q/16D Одиночний розряд – Парний розряд               | Алла Кудрявцева Катарина Среботнік 6–3, 6–3                      | Андрея Клепач Марія Хосе Мартінес Санчес    | Медісон Кіз Анастасія Севастова  | Алізе Корне Бернарда Пера Дарія Касаткіна Крістина Плішкова                    |
| 2 квітня  | Monterrey Open Монтеррей, Мексика WTA International $250,000 – Хард – 32S/32Q/16D Одиночний розряд – Парний розряд                | Гарбінє Мугуруса 3–6, 6–4, 6–3                                   | Тімеа Бабош                                 | Ана Богдан Сачія Вікері          | Айла Томлянович Деніел Колінз Моніка Пуїг Магдалена Рибарикова                 |
| 2 квітня  | Monterrey Open Монтеррей, Мексика WTA International $250,000 – Хард – 32S/32Q/16D Одиночний розряд – Парний розряд                | Наомі Броді Сара Соррібес Тормо 3–6, 6–4, [10–8]                 | Дезіре Кравчик Джуліана Олмос               | Ана Богдан Сачія Вікері          | Айла Томлянович Деніел Колінз Моніка Пуїг Магдалена Рибарикова                 |
| 9 квітня  | Ladies Open Lugano Лугано, Швейцарія WTA International $250,000 – ґрунт – 32S/32Q/16D Одиночний розряд – Парний розряд            | Елісе Мертенс 7–5, 6–2                                           | Арина Соболенко                             | Штефані Феґеле Віра Лапко        | Тамара Корпач Каміла Джорджі Кірстен Фліпкенс Мона Бартель                     |
| 9 квітня  | Ladies Open Lugano Лугано, Швейцарія WTA International $250,000 – ґрунт – 32S/32Q/16D Одиночний розряд – Парний розряд            | Кірстен Фліпкенс Елісе Мертенс 6–1, 6–3                          | Віра Лапко Арина Соболенко                  | Штефані Феґеле Віра Лапко        | Тамара Корпач Каміла Джорджі Кірстен Фліпкенс Мона Бартель                     |
| 9 квітня  | Copa Colsanitas Santander Богота, Колумбія WTA International $250,000 – ґрунт – 32S/24Q/16D Одиночний розряд – Парний розряд      | Анна Кароліна Шмідлова 6–2, 6–4                                  | Лара Арруабаррена                           | Ана Богдан Даліла Якупович       | Даніела Сеґель Еміліана Аранґо Юганна Ларссон Магда Лінетт                     |
| 9 квітня  | Copa Colsanitas Santander Богота, Колумбія WTA International $250,000 – ґрунт – 32S/24Q/16D Одиночний розряд – Парний розряд      | Даліла Якупович Ірина Хромачова 6–3, 6–4                         | Mariana Duque Mariño Надія Подороська       | Ана Богдан Даліла Якупович       | Даніела Сеґель Еміліана Аранґо Юганна Ларссон Магда Лінетт                     |
| 16 квітня | Півфінал Кубка Федерації | Перемогли в півфіналах · Чехія 4–1 · Сполучені Штати Америки 3–2 | Програли в півфіналах · Німеччина · Франція |                                  |                                                                                |
| 23 квітня | Відкритий чемпіонат Штутгарта Штутгарт, Німеччина WTA Premier €816,000 – ґрунт (п) – 28S/32Q/16D Одиночний розряд – Парний розряд | Кароліна Плішкова 7–6(7–2), 6–4                                  | Коко Вандевей                               | Каролін Гарсія Анетт Контавейт   | Симона Халеп Еліна Світоліна Альона Остапенко Павлюченкова Анастасія Сергіївна |
| 23 квітня | Відкритий чемпіонат Штутгарта Штутгарт, Німеччина WTA Premier €816,000 – ґрунт (п) – 28S/32Q/16D Одиночний розряд – Парний розряд | Ракел Атаво Анна-Лена Гренефельд 6–4, 6–7(5–7), [10–5]           | Ніколь Меліхар Квета Пешке                  | Каролін Гарсія Анетт Контавейт   | Симона Халеп Еліна Світоліна Альона Остапенко Павлюченкова Анастасія Сергіївна |
| 23 квітня | Istanbul Cup Стамбул, Туреччина WTA International $250,000 – ґрунт – 32S/24Q/16D Одиночний розряд – Парний розряд                 | Полін Пармантьє 6–4, 3–6, 6–3                                    | Полона Герцог                               | Ірина-Камелія Бегу Марія Саккарі | Каролін Возняцкі Донна Векич Arantxa Rus Світлана Кузнецова                    |
| 23 квітня | Istanbul Cup Стамбул, Туреччина WTA International $250,000 – ґрунт – 32S/24Q/16D Одиночний розряд – Парний розряд                 | Лян Чень Чжан Шуай 6–4, 6–4                                      | Ксенія Кноль Anna Smith                     | Ірина-Камелія Бегу Марія Саккарі | Каролін Возняцкі Донна Векич Arantxa Rus Світлана Кузнецова                    |
| 30 квітня | Prague Open Прага, Чехія WTA International $250,000 – ґрунт – 32S/32Q/16D Одиночний розряд – Парний розряд                        | Петра Квітова 4–6, 6–2, 6–3                                      | Міхаела Бузернеску                          | Каміла Джорджі Чжан Шуай         | Крістина Плішкова Саманта Стосур Ясміне Паоліні Катержина Сінякова             |
| 30 квітня | Prague Open Прага, Чехія WTA International $250,000 – ґрунт – 32S/32Q/16D Одиночний розряд – Парний розряд                        | Ніколь Меліхар Квета Пешке 6–4, 6–2                              | Міхаела Бузернеску Лідія Морозова           | Каміла Джорджі Чжан Шуай         | Крістина Плішкова Саманта Стосур Ясміне Паоліні Катержина Сінякова             |
| 30 квітня | Гран-прі принцеси Лалли Мер'єм Рабат, Марокко WTA International $250,000 – ґрунт – 32S/32Q/16D Одиночний розряд – Парний розряд   | Елісе Мертенс 6–2, 7–6(7–4)                                      | Айла Томлянович                             | Сє Шувей Александра Крунич       | Сара Еррані Катаріна Завацька Яна Фетт Паула Бадоса Гіберт                     |
| 30 квітня | Гран-прі принцеси Лалли Мер'єм Рабат, Марокко WTA International $250,000 – ґрунт – 32S/32Q/16D Одиночний розряд – Парний розряд   | Анна Блинкова]] Ралука Олару 6–4, 6–4                            | Георгіна Гарсія Перес Fanny Stollár         | Сє Шувей Александра Крунич       | Сара Еррані Катаріна Завацька Яна Фетт Паула Бадоса Гіберт                     |

### Травень
| Тиждень            | Турнір | Чемпіонки                                           | Фіналістки                                   | Півфіналістки                       | Чвертьфіналістки                                                 |
| ------------------ | --- | --------------------------------------------------- | -------------------------------------------- | ----------------------------------- | ---------------------------------------------------------------- |
| 7 травня           | Madrid Open Мадрид, Іспанія WTA Premier Mandatory €6,685,828 – ґрунт – 64S/32Q/28D Одиночний розряд – Парний розряд                               | Петра Квітова 7–6(8–6), 4–6, 6–3                    | Кікі Бертенс                                 | Кароліна Плішкова Каролін Гарсія    | Симона Халеп Дарія Касаткіна Карла Суарес Наварро Марія Шарапова |
| 7 травня           | Madrid Open Мадрид, Іспанія WTA Premier Mandatory €6,685,828 – ґрунт – 64S/32Q/28D Одиночний розряд – Парний розряд                               | Катерина Макарова Олена Весніна 2–6, 6–4, [10–8]    | Тімеа Бабош Крістіна Младенович              | Кароліна Плішкова Каролін Гарсія    | Симона Халеп Дарія Касаткіна Карла Суарес Наварро Марія Шарапова |
| 14 травня          | Відкритий чемпіонат Італії Рим, Італія WTA Premier 5 $3,351,720 – ґрунт – 56S/32Q/28D Одиночний розряд – Парний розряд                            | Еліна Світоліна 6–0, 6–4                            | Симона Халеп                                 | Марія Шарапова Анетт Контавейт      | Каролін Гарсія Альона Остапенко Анджелік Кербер Каролін Возняцкі |
| 14 травня          | Відкритий чемпіонат Італії Рим, Італія WTA Premier 5 $3,351,720 – ґрунт – 56S/32Q/28D Одиночний розряд – Парний розряд                            | Ешлі Барті Демі Схюрс 6–3, 6–4                      | Андреа Сестіні Главачкова Барбора Стрицова   | Марія Шарапова Анетт Контавейт      | Каролін Гарсія Альона Остапенко Анджелік Кербер Каролін Возняцкі |
| 21 травня          | Internationaux de Strasbourg Страсбург, Франція WTA International $250,000 – ґрунт – 32S/24Q/16D Одиночний розряд – Парний розряд                 | Анастасія Павлюченкова 6–7(5–7), 7–6(7–3), 7–6(8–6) | Домініка Цібулкова                           | Ешлі Барті Міхаела Бузернеску       | Ван Цян Заріна Діяс Сє Шувей Саманта Стосур                      |
| 21 травня          | Internationaux de Strasbourg Страсбург, Франція WTA International $250,000 – ґрунт – 32S/24Q/16D Одиночний розряд – Парний розряд                 | Міхаела Бузернеску Ралука Олару 7–5, 7–5            | Кіченок Надія Вікторівна Анастасія Родіонова | Ешлі Барті Міхаела Бузернеску       | Ван Цян Заріна Діяс Сє Шувей Саманта Стосур                      |
| 21 травня          | Nuremberg Cup Нюрнберг, Німеччина WTA International $250,000 – ґрунт – 32S/24Q/16D Одиночний розряд – Парний розряд                               | Юганна Ларссон 7–6(7–4), 6–4                        | Алісон Ріск                                  | Кірстен Фліпкенс Катержина Сінякова | Сорана Кирстя Кікі Бертенс Фанні Штоллар Крістина Плішкова       |
| 21 травня          | Nuremberg Cup Нюрнберг, Німеччина WTA International $250,000 – ґрунт – 32S/24Q/16D Одиночний розряд – Парний розряд                               | Демі Схюрс Катарина Среботнік 3–6, 6–3, [10–7]      | Кірстен Фліпкенс Юганна Ларссон              | Кірстен Фліпкенс Катержина Сінякова | Сорана Кирстя Кікі Бертенс Фанні Штоллар Крістина Плішкова       |
| 28 травня 4 червня | Відкритий чемпіонат Франції Париж, Франція Великий шолом € 18,392,000 – ґрунт 128S/96Q/64D/32X Одиночний розряд – Парний розряд – Змішаний розряд | Симона Халеп 3–6, 6–4, 6–1                          | Слоун Стівенс                                | Гарбінє Мугуруса Медісон Кіз        | Анджелік Кербер Марія Шарапова Юлія Путінцева Дарія Касаткіна    |
| 28 травня 4 червня | Відкритий чемпіонат Франції Париж, Франція Великий шолом € 18,392,000 – ґрунт 128S/96Q/64D/32X Одиночний розряд – Парний розряд – Змішаний розряд | Барбора Крейчикова Катержина Сінякова 6–3, 6–3      | Ходзумі Ері Ніномія Макото                   | Гарбінє Мугуруса Медісон Кіз        | Анджелік Кербер Марія Шарапова Юлія Путінцева Дарія Касаткіна    |
| 28 травня 4 червня | Відкритий чемпіонат Франції Париж, Франція Великий шолом € 18,392,000 – ґрунт 128S/96Q/64D/32X Одиночний розряд – Парний розряд – Змішаний розряд | Латіша Чжань Іван Додіг 6–1, 6–7(5–7), [10–8]       | Габріела Дабровскі Мате Павич                | Гарбінє Мугуруса Медісон Кіз        | Анджелік Кербер Марія Шарапова Юлія Путінцева Дарія Касаткіна    |

### Червень
| Тиждень   | Турнір | Чемпіонки                                                 | Фіналістки                            | Півфіналістки                       | Чвертьфіналістки                                                 |
| --------- | --- | --------------------------------------------------------- | ------------------------------------- | ----------------------------------- | ---------------------------------------------------------------- |
| 11 червня | Nottingham Open Ноттінгем, Велика Британія WTA International $250,000 – Трава – 32S/24Q/16D Одиночний розряд – Парний розряд                    | Ешлі Барті 6–3, 3–6, 6–4                                  | Джоанна Конта                         | Осака Наомі Донна Векич             | Кеті Бултер Міхаела Бузернеску Даліла Якупович Мона Бартель      |
| 11 червня | Nottingham Open Ноттінгем, Велика Британія WTA International $250,000 – Трава – 32S/24Q/16D Одиночний розряд – Парний розряд                    | Аліція Росольська Абігейл Спірс 6–3, 7–6(7–5)             | Міхаела Бузернеску Гезер Вотсон       | Осака Наомі Донна Векич             | Кеті Бултер Міхаела Бузернеску Даліла Якупович Мона Бартель      |
| 11 червня | Rosmalen Grass Court Championships 'с-Гертогенбос, Нідерланди WTA International $250,000 – Трава – 32S/24Q/16D Одиночний розряд – Парний розряд | Александра Крунич 6–7(0–7), 7–5, 6–1                      | Кірстен Фліпкенс                      | Коко Вандевей Вікторія Кужмова      | Алісон Ріск Вероніка Кудерметова Арина Соболенко Антонія Лоттнер |
| 11 червня | Rosmalen Grass Court Championships 'с-Гертогенбос, Нідерланди WTA International $250,000 – Трава – 32S/24Q/16D Одиночний розряд – Парний розряд | Елісе Мертенс Демі Схюрс 3–3, retired                     | Кікі Бертенс Кірстен Фліпкенс         | Коко Вандевей Вікторія Кужмова      | Алісон Ріск Вероніка Кудерметова Арина Соболенко Антонія Лоттнер |
| 18 червня | Birmingham Classic Бірмінгем, Велика Британія WTA Premier $936,128 – Трава – 32S/32Q/16D Одиночний розряд – Парний розряд                       | Петра Квітова 4–6, 6–1, 6–2                               | Магдалена Рибарикова                  | Барбора Стрицова Міхаела Бузернеску | Леся Цуренко Даліла Якупович Юлія Гергес Еліна Світоліна         |
| 18 червня | Birmingham Classic Бірмінгем, Велика Британія WTA Premier $936,128 – Трава – 32S/32Q/16D Одиночний розряд – Парний розряд                       | Тімеа Бабош Крістіна Младенович 4–6, 6–3, [10–8]          | Елісе Мертенс Демі Схюрс              | Барбора Стрицова Міхаела Бузернеску | Леся Цуренко Даліла Якупович Юлія Гергес Еліна Світоліна         |
| 18 червня | Mallorca Open Санта-Понса, Іспанія WTA International $250,000 – Трава – 32S/24Q/16D Одиночний розряд – Парний розряд                            | Татьяна Марія 6–4, 7–5                                    | Анастасія Севастова                   | Софія Кенін Саманта Стосур          | Каролін Гарсія Луціє Шафарова Айла Томлянович Алісон Ріск        |
| 18 червня | Mallorca Open Санта-Понса, Іспанія WTA International $250,000 – Трава – 32S/24Q/16D Одиночний розряд – Парний розряд                            | Андрея Клепач Марія Хосе Мартінес Санчес 6–1, 3–6, [10–3] | Луціє Шафарова Barbora Štefková       | Софія Кенін Саманта Стосур          | Каролін Гарсія Луціє Шафарова Айла Томлянович Алісон Ріск        |
| 25 червня | Eastbourne International Істборн, Велика Британія WTA Premier $917,664 – Трава – 48S/24Q/16D Одиночний розряд – Парний розряд                   | Каролін Возняцкі 7–5, 7–6(7–5)                            | Арина Соболенко                       | Анджелік Кербер Агнешка Радванська  | Ешлі Барті Дарія Касаткіна Альона Остапенко Кароліна Плішкова    |
| 25 червня | Eastbourne International Істборн, Велика Британія WTA Premier $917,664 – Трава – 48S/24Q/16D Одиночний розряд – Парний розряд                   | Габріела Дабровскі Сюй Їфань 6–3, 7–5                     | Ірина-Камелія Бегу Міхаела Бузернеску | Анджелік Кербер Агнешка Радванська  | Ешлі Барті Дарія Касаткіна Альона Остапенко Кароліна Плішкова    |

### Липень
| Тиждень         | Турнір | Чемпіонки                                           | Фіналістки                                          | Півфіналістки                                     | Чвертьфіналістки                                                   |
| --------------- | --- | --------------------------------------------------- | --------------------------------------------------- | ------------------------------------------------- | ------------------------------------------------------------------ |
| 2 липня 9 липня | Вімблдон Лондон, Велика Британія Великий шолом £15,950,500 – Трава 128S/96Q/64D/16Q/48X Одиночний розряд – Парний розряд – Змішаний розряд | Анджелік Кербер 6–3, 6–3                            | Серена Вільямс                                      | Альона Остапенко Юлія Гергес                      | Домініка Цібулкова Дарія Касаткіна Кікі Бертенс Каміла Джорджі     |
| 2 липня 9 липня | Вімблдон Лондон, Велика Британія Великий шолом £15,950,500 – Трава 128S/96Q/64D/16Q/48X Одиночний розряд – Парний розряд – Змішаний розряд | Барбора Крейчикова Катержина Сінякова 6–4, 4–6, 6–0 | Ніколь Меліхар Квета Пешке                          | Альона Остапенко Юлія Гергес                      | Домініка Цібулкова Дарія Касаткіна Кікі Бертенс Каміла Джорджі     |
| 2 липня 9 липня | Вімблдон Лондон, Велика Британія Великий шолом £15,950,500 – Трава 128S/96Q/64D/16Q/48X Одиночний розряд – Парний розряд – Змішаний розряд | Александер Пея Ніколь Меліхар 7–6(7–1), 6–3         | Джеймі Маррей Вікторія Азаренко                     | Альона Остапенко Юлія Гергес                      | Домініка Цібулкова Дарія Касаткіна Кікі Бертенс Каміла Джорджі     |
| 16 липня        | Bucharest Open Бухарест, Румунія WTA International $250,000 – ґрунт – 32S/32Q/16D Одиночний розряд – Парний розряд                         | Анастасія Севастова 7–6(7–4), 6–2                   | Петра Мартич                                        | Полона Герцог Міхаела Бузернеску                  | Сорана Кирстя Унс Джабір Лаура Зігемунд Ван Яфань                  |
| 16 липня        | Bucharest Open Бухарест, Румунія WTA International $250,000 – ґрунт – 32S/32Q/16D Одиночний розряд – Парний розряд                         | Ірина-Камелія Бегу Андрея Міту 6–3, 6–4             | Danka Kovinić Марина Заневська                      | Полона Герцог Міхаела Бузернеску                  | Сорана Кирстя Унс Джабір Лаура Зігемунд Ван Яфань                  |
| 16 липня        | Відкритий чемпіонат Швейцарії Гштаад, Швейцарія WTA International $250,000 – ґрунт – 32S/24Q/16D Одиночний розряд – Парний розряд          | Анастасія Севастова 7–6(7–4), 6–2                   | Петра Мартич                                        | Полона Герцог Міхаела Бузернеску                  | Сорана Кирстя Унс Джабір Лаура Зігемунд Ван Яфань                  |
| 16 липня        | Відкритий чемпіонат Швейцарії Гштаад, Швейцарія WTA International $250,000 – ґрунт – 32S/24Q/16D Одиночний розряд – Парний розряд          | Ірина-Камелія Бегу Андрея Міту 6–3, 6–4             | Danka Kovinić Марина Заневська                      | Полона Герцог Міхаела Бузернеску                  | Сорана Кирстя Унс Джабір Лаура Зігемунд Ван Яфань                  |
| 23 липня        | Moscow Open Москва, Росія WTA International $750,000 – ґрунт – 32S/24Q/16D Одиночний розряд – Парний розряд                                | Ольга Данилович 7–5, 6–7(1–7), 6–4                  | Анастасія Потапова                                  | Соснович Олександра Олександрівна Тамара Зіданшек | Юлія Гергес Анастасія Севастова Валентина Івахненко Лаура Зігемунд |
| 23 липня        | Moscow Open Москва, Росія WTA International $750,000 – ґрунт – 32S/24Q/16D Одиночний розряд – Парний розряд                                | Анастасія Потапова Віра Звонарьова 6–0, 6–3         | Олександра Панова Галина Воскобоєва                 | Соснович Олександра Олександрівна Тамара Зіданшек | Юлія Гергес Анастасія Севастова Валентина Івахненко Лаура Зігемунд |
| 23 липня        | Jiangxi Open Наньчан, Китай WTA International $250,000 – Хард – 32S/24Q/16D Одиночний розряд – Парний розряд                               | Ван Цян 7–5, 4–0 ret.                               | Чжен Сайсай                                         | Zhu Lin Магда Лінетт                              | Чжан Шуай Сюнь Фан'їн Liang En-shuo Liu Fangzhou                   |
| 23 липня        | Jiangxi Open Наньчан, Китай WTA International $250,000 – Хард – 32S/24Q/16D Одиночний розряд – Парний розряд                               | Цзян Сіньюй Тан Цяньхуей 6–4, 6–4                   | Lu Jingjing You Xiaodi                              | Zhu Lin Магда Лінетт                              | Чжан Шуай Сюнь Фан'їн Liang En-shuo Liu Fangzhou                   |
| 30 липня        | Stanford Classic Стенфорд , США WTA Premier $799,000 – Хард – 28S/16Q/16D Одиночний розряд – Парний розряд                                 | Міхаела Бузернеску 6–1, 6–0                         | Марія Саккарі                                       | Деніел Колінз Елісе Мертенс                       | Вікторія Азаренко Вінус Вільямс Джоанна Конта Айла Томлянович      |
| 30 липня        | Stanford Classic Стенфорд , США WTA Premier $799,000 – Хард – 28S/16Q/16D Одиночний розряд – Парний розряд                                 | Латіша Чжань Квета Пешке 6–4, 6–1                   | Кіченок Людмила Вікторівна Кіченок Надія Вікторівна | Деніел Колінз Елісе Мертенс                       | Вікторія Азаренко Вінус Вільямс Джоанна Конта Айла Томлянович      |
| 30 липня        | Washington Open Вашингтон, США WTA International $250,000 – Хард – 32S/16Q/16D Одиночний розряд – Парний розряд                            | Світлана Кузнецова 4–6, 7–6(9–7), 6–2               | Донна Векич                                         | Чжен Сайсай Андреа Петкович                       | Аллі Кік Магда Лінетт Юлія Путінцева Белінда Бенчич                |
| 30 липня        | Washington Open Вашингтон, США WTA International $250,000 – Хард – 32S/16Q/16D Одиночний розряд – Парний розряд                            | Хань Сіюнь Дарія Юрак 6–3, 6–2                      | Алекса Гуарачі Ерін Рутліфф                         | Чжен Сайсай Андреа Петкович                       | Аллі Кік Магда Лінетт Юлія Путінцева Белінда Бенчич                |

### Серпень
| Тиждень             | Турнір | Чемпіонки                                                        | Фіналістки                      | Півфіналістки                           | Чвертьфіналістки                                                  |
| ------------------- | --- | ---------------------------------------------------------------- | ------------------------------- | --------------------------------------- | ----------------------------------------------------------------- |
| 6 серпня            | Відкритий чемпіонат Канади Монреаль, Канада WTA Premier 5 $2,820,000 – Хард – 56S/48Q/28D Одиночний розряд – Парний розряд                  | Симона Халеп 7–6(8–6), 3–6, 6–4                                  | Слоун Стівенс                   | Ешлі Барті Еліна Світоліна              | Каролін Гарсія Кікі Бертенс Анастасія Севастова Елісе Мертенс     |
| 6 серпня            | Відкритий чемпіонат Канади Монреаль, Канада WTA Premier 5 $2,820,000 – Хард – 56S/48Q/28D Одиночний розряд – Парний розряд                  | Ешлі Барті Демі Схюрс 4–6, 6–3, [10–8]                           | Латіша Чжань Катерина Макарова  | Ешлі Барті Еліна Світоліна              | Каролін Гарсія Кікі Бертенс Анастасія Севастова Елісе Мертенс     |
| 13 серпня           | Cincinnati Open Цинциннаті, США WTA Premier 5 $2,874,299 – Хард – 56S/48Q/28D Одиночний розряд – Парний розряд                              | Кікі Бертенс 2–6, 7–6(8–6), 6–2                                  | Симона Халеп                    | Соболенко Арина Сергіївна Петра Квітова | Леся Цуренко Медісон Кіз Елісе Мертенс Еліна Світоліна            |
| 13 серпня           | Cincinnati Open Цинциннаті, США WTA Premier 5 $2,874,299 – Хард – 56S/48Q/28D Одиночний розряд – Парний розряд                              | Луціє Градецька Катерина Макарова 6–2, 7–5                       | Елісе Мертенс Демі Схюрс        | Соболенко Арина Сергіївна Петра Квітова | Леся Цуренко Медісон Кіз Елісе Мертенс Еліна Світоліна            |
| 20 серпня           | Connecticut Open Нью-Гейвен, США WTA Premier $799,000 – Хард – 30S/48Q/16D Одиночний розряд – Парний розряд                                 | Соболенко Арина Сергіївна 6–1, 6–4                               | Карла Суарес Наварро            | Юлія Гергес Моніка Пуїг                 | Белінда Бенчич Катерина Макарова Петра Квітова Каролін Гарсія     |
| 20 серпня           | Connecticut Open Нью-Гейвен, США WTA Premier $799,000 – Хард – 30S/48Q/16D Одиночний розряд – Парний розряд                                 | Андреа Сестіні Главачкова Барбора Стрицова 6–4, 6–7(7–9), [10–4] | Сє Шувей Лаура Зігемунд         | Юлія Гергес Моніка Пуїг                 | Белінда Бенчич Катерина Макарова Петра Квітова Каролін Гарсія     |
| 27 серпня 3 вересня | Відкритий чемпіонат США Нью-Йорк, США Великий шолом $25,282,920 – Хард 128S/128Q/64D/32X Одиночний розряд – Парний розряд – Змішаний розряд | Осака Наомі 6–2, 6–4                                             | Серена Вільямс                  | Анастасія Севастова Медісон Кіз         | Кароліна Плішкова Слоун Стівенс Карла Суарес Наварро Леся Цуренко |
| 27 серпня 3 вересня | Відкритий чемпіонат США Нью-Йорк, США Великий шолом $25,282,920 – Хард 128S/128Q/64D/32X Одиночний розряд – Парний розряд – Змішаний розряд | Ешлі Барті Коко Вандевей 3–6, 7–6(7–2), 7–6(8–6)                 | Тімеа Бабош Крістіна Младенович | Анастасія Севастова Медісон Кіз         | Кароліна Плішкова Слоун Стівенс Карла Суарес Наварро Леся Цуренко |

### Вересень
| Тиждень    | Турнір | Чемпіонки                                    | Фіналістки                                 | Півфіналістки                          | Чвертьфіналістки                                                                |
| ---------- | --- | -------------------------------------------- | ------------------------------------------ | -------------------------------------- | ------------------------------------------------------------------------------- |
| 10 вересня | Tournoi de Québec Квебек, Канада WTA International $250,000 – Килим (i) – 32S/24Q/16D Одиночний розряд – Парний розряд       | Полін Пармантьє 7–5, 6–2                     | Джессіка Пегула                            | Гезер Вотсон Софія Кенін               | Варвара Лепченко Ребекка Маріно Моніка Пуїг Петра Мартич                        |
| 10 вересня | Tournoi de Québec Квебек, Канада WTA International $250,000 – Килим (i) – 32S/24Q/16D Одиночний розряд – Парний розряд       | Ейжа Мугаммад Марія Санчес 6–4, 6–3          | Дарія Юрак Ксенія Кноль                    | Гезер Вотсон Софія Кенін               | Варвара Лепченко Ребекка Маріно Моніка Пуїг Петра Мартич                        |
| 10 вересня | Відкритий чемпіонат Японії Хіросіма, Японія WTA International $250,000 – Хард – 32S/32Q/16D Одиночний розряд – Парний розряд | Сє Шувей 6–2, 6–2                            | Аманда Анісімова                           | Чжан Шуай Ван Цян                      | Заріна Діяс Анна Кароліна Шмідлова Магда Лінетт Айла Томлянович                 |
| 10 вересня | Відкритий чемпіонат Японії Хіросіма, Японія WTA International $250,000 – Хард – 32S/32Q/16D Одиночний розряд – Парний розряд | Ходзумі Ері Чжан Шуай 6–2, 6–4               | Miyu Kato Ніномія Макото                   | Чжан Шуай Ван Цян                      | Заріна Діяс Анна Кароліна Шмідлова Магда Лінетт Айла Томлянович                 |
| 17 вересня | Pan Pacific Open Токіо, Японія WTA Premier $799,000 – Хард – 28S/32Q/16D Одиночний розряд – Парний розряд                    | Кароліна Плішкова 6–4, 6–4                   | Осака Наомі                                | Каміла Джорджі Донна Векич             | Вікторія Азаренко Барбора Стрицова Алісон Ріск Каролін Гарсія                   |
| 17 вересня | Pan Pacific Open Токіо, Японія WTA Premier $799,000 – Хард – 28S/32Q/16D Одиночний розряд – Парний розряд                    | Miyu Kato Ніномія Макото 6–4, 6–4            | Андреа Сестіні Главачкова Барбора Стрицова | Каміла Джорджі Донна Векич             | Вікторія Азаренко Барбора Стрицова Алісон Ріск Каролін Гарсія                   |
| 17 вересня | Korea Open Сеул, Південна Корея WTA International $250,000 – Хард – 32S/32Q/16D Одиночний розряд – Парний розряд             | Кікі Бертенс 7–6(7–2), 4–6, 6–2              | Айла Томлянович                            | Сє Шувей Марія Саккарі                 | Катерина Александрова Менді Мінелла Ірина-Камелія Бегу Родіна Євгенія Сергіївна |
| 17 вересня | Korea Open Сеул, Південна Корея WTA International $250,000 – Хард – 32S/32Q/16D Одиночний розряд – Парний розряд             | Choi Ji-hee Han Na-lae 6–3, 6–2              | Hsieh Shu-ying Сє Шувей                    | Сє Шувей Марія Саккарі                 | Катерина Александрова Менді Мінелла Ірина-Камелія Бегу Родіна Євгенія Сергіївна |
| 17 вересня | Guangzhou Open Гуанчжоу, Китай WTA International $250,000 – Хард – 32S/24Q/16D Одиночний розряд – Парний розряд              | Ван Цян 6–1, 6–2                             | Юлія Путінцева                             | Бернарда Пера Андреа Петкович          | Козлова Катерина Ігорівна Александра Крунич Фіона Ферро Лапко Віра Валеріївна   |
| 17 вересня | Guangzhou Open Гуанчжоу, Китай WTA International $250,000 – Хард – 32S/24Q/16D Одиночний розряд – Парний розряд              | Монік Адамчак Jessica Moore 4–6, 7–5, [10–4] | Данка Ковініч Лапко Віра Валеріївна        | Бернарда Пера Андреа Петкович          | Козлова Катерина Ігорівна Александра Крунич Фіона Ферро Лапко Віра Валеріївна   |
| 24 вересня | Wuhan Open Ухань, Китай WTA Premier 5 $2,746,000 – Хард – 56S/32Q/28D Одиночний розряд – Парний розряд                       | Соболенко Арина Сергіївна 6–3, 6–3           | Анетт Контавейт                            | Ешлі Барті Ван Цян                     | Домініка Цібулкова Анастасія Павлюченкова Катержина Сінякова Моніка Пуїг        |
| 24 вересня | Wuhan Open Ухань, Китай WTA Premier 5 $2,746,000 – Хард – 56S/32Q/28D Одиночний розряд – Парний розряд                       | Елісе Мертенс Демі Схюрс 6–3, 6–3            | Андреа Сестіні Главачкова Барбора Стрицова | Ешлі Барті Ван Цян                     | Домініка Цібулкова Анастасія Павлюченкова Катержина Сінякова Моніка Пуїг        |
| 24 вересня | Tashkent Open Ташкент, Узбекистан WTA International $250,000 – Хард – 32S/16Q/16D Одиночний розряд – Парний розряд           | Маргарита Гаспарян 6–2, 6–1                  | Анастасія Потапова                         | Козлова Катерина Ігорівна Мона Бартель | Анна Кароліна Шмідлова Даліла Якупович Фанні Штоллар Лапко Віра Валеріївна      |
| 24 вересня | Tashkent Open Ташкент, Узбекистан WTA International $250,000 – Хард – 32S/16Q/16D Одиночний розряд – Парний розряд           | Ольга Данилович Тамара Зіданшек 7–5, 6–3     | Ірина-Камелія Бегу Ралука Олару            | Козлова Катерина Ігорівна Мона Бартель | Анна Кароліна Шмідлова Даліла Якупович Фанні Штоллар Лапко Віра Валеріївна      |

### Жовтень
| Тиждень   | Турнір | Чемпіонки                                                   | Фіналістки                              | Півфіналістки                      | Чвертьфіналістки |
| --------- | --- | ----------------------------------------------------------- | --------------------------------------- | ---------------------------------- | --- |
| 1 жовтня  | China Open Пекін, Китай WTA Premier Mandatory $8,285,274 – Хард – 60S/32Q/28D Одиночний розряд – Парний розряд                     | Каролін Возняцкі 6–3, 6–3                                   | Анастасія Севастова                     | Осака Наомі Ван Цян                | Домініка Цібулкова Чжан Шуай Соболенко Арина Сергіївна Катержина Сінякова                                                          |
| 1 жовтня  | China Open Пекін, Китай WTA Premier Mandatory $8,285,274 – Хард – 60S/32Q/28D Одиночний розряд – Парний розряд                     | Андреа Сестіні Главачкова Барбора Стрицова 4–6, 6–4, [10–8] | Габріела Дабровскі Сюй Їфань            | Осака Наомі Ван Цян                | Домініка Цібулкова Чжан Шуай Соболенко Арина Сергіївна Катержина Сінякова                                                          |
| 8 жовтня  | Tianjin Open Тяньдзінь, Китай WTA International $250,000 – Хард – 32S/24Q/16D Одиночний розряд – Парний розряд                     | Каролін Гарсія 7–6(9–7), 6–3                                | Кароліна Плішкова                       | Тімеа Бачинскі Сє Шувей            | Кеті Бултер Соболенко Арина Сергіївна Елісе Мертенс Петра Мартич                                                                   |
| 8 жовтня  | Tianjin Open Тяньдзінь, Китай WTA International $250,000 – Хард – 32S/24Q/16D Одиночний розряд – Парний розряд                     | Ніколь Меліхар Квета Пешке 6–4, 6–2                         | Монік Адамчак Jessica Moore             | Тімеа Бачинскі Сє Шувей            | Кеті Бултер Соболенко Арина Сергіївна Елісе Мертенс Петра Мартич                                                                   |
| 8 жовтня  | Hong Kong Open Гонконг WTA International $250,000 – Хард – 32S/24Q/16D Одиночний розряд – Парний розряд                            | Ястремська Даяна Олександрівна 6–2, 6–1                     | Ван Цян                                 | Гарбінє Мугуруса Чжан Шуай         | Еліна Світоліна Луксіка Кумхум Крістіна Кучова Дар'я Гаврилова                                                                     |
| 8 жовтня  | Hong Kong Open Гонконг WTA International $250,000 – Хард – 32S/24Q/16D Одиночний розряд – Парний розряд                            | Саманта Стосур Чжан Шуай 6–4, 6–4                           | Аояма Сюко Морозова Лідія Олександрівна | Гарбінє Мугуруса Чжан Шуай         | Еліна Світоліна Луксіка Кумхум Крістіна Кучова Дар'я Гаврилова                                                                     |
| 8 жовтня  | Linz Open Лінц, Австрія WTA International $250,000 – Хард (п) – 32S/32Q/16D Одиночний розряд – Парний розряд                       | Каміла Джорджі 6–3, 6–1                                     | Катерина Александрова                   | Андреа Петкович Алісон ван Ейтванк | Крістіна Младенович Анастасія Павлюченкова Барбора Стрицова Маргарита Гаспарян                                                     |
| 8 жовтня  | Linz Open Лінц, Австрія WTA International $250,000 – Хард (п) – 32S/32Q/16D Одиночний розряд – Парний розряд                       | Кірстен Фліпкенс Юганна Ларссон 4–6, 6–4, [10–5]            | Ракел Атаво Анна-Лена Гренефельд        | Андреа Петкович Алісон ван Ейтванк | Крістіна Младенович Анастасія Павлюченкова Барбора Стрицова Маргарита Гаспарян                                                     |
| 15 жовтня | Кубок Кремля Москва, Росія WTA Premier $932,866 – Хард (п) – 28S/32Q/16D Одиночний розряд – Парний розряд                          | Дарія Касаткіна 2–6, 7–6(7–3), 6–4                          | Унс Джабір                              | Джоанна Конта Анастасія Севастова  | Анастасія Павлюченкова Саснович Олександра Олександрівна Анетт Контавейт Віра Звонарьова                                           |
| 15 жовтня | Кубок Кремля Москва, Росія WTA Premier $932,866 – Хард (п) – 28S/32Q/16D Одиночний розряд – Парний розряд                          | Олександра Панова Лаура Зігемунд 6–2, 7–6(7–2)              | Дарія Юрак Ралука Олару                 | Джоанна Конта Анастасія Севастова  | Анастасія Павлюченкова Саснович Олександра Олександрівна Анетт Контавейт Віра Звонарьова                                           |
| 15 жовтня | Luxembourg Open Люксембург, Люксембург WTA International $250,000 – Хард (п) – 32S/32Q/16D Одиночний розряд – Парний розряд        | Юлія Гергес 6–4, 7–5                                        | Белінда Бенчич                          | Ежені Бушар Даяна Ястремська       | Донна Векич Андреа Петкович Віра Лапко Маргарита Гаспарян                                                                          |
| 15 жовтня | Luxembourg Open Люксембург, Люксембург WTA International $250,000 – Хард (п) – 32S/32Q/16D Одиночний розряд – Парний розряд        | Greet Minnen Алісон ван Ейтванк 7–6(7–3), 6–2               | Віра Лапко Менді Мінелла                | Ежені Бушар Даяна Ястремська       | Донна Векич Андреа Петкович Віра Лапко Маргарита Гаспарян                                                                          |
| 22 жовтня | Фінал WTA Сінгапур Чемпіонат закінчення року $7,000,000 – Хард (п) – 8S (RR)/8D Одиночний розряд – Парний розряд                   | Еліна Світоліна 3–6, 6–2, 6–2                               | Слоун Стівенс                           | Кароліна Плішкова Кікі Бертенс     | Груповий турнір Анджелік Кербер Осака Наомі Каролін Возняцкі Петра Квітова                                                         |
| 22 жовтня | Фінал WTA Сінгапур Чемпіонат закінчення року $7,000,000 – Хард (п) – 8S (RR)/8D Одиночний розряд – Парний розряд                   | Тімеа Бабош Крістіна Младенович 6–4, 7–5                    | Барбора Крейчикова Катержина Сінякова   | Кароліна Плішкова Кікі Бертенс     | Груповий турнір Анджелік Кербер Осака Наомі Каролін Возняцкі Петра Квітова                                                         |
| 29 жовтня | WTA Elite Trophy Чжухай, Китай Чемпіонат закінчення року $2,349,363 – Хард (п) – 12S (RR)/6D (RR) Одиночний розряд – Парний розряд | Ешлі Барті 6–3, 6–4                                         | Ван Цян                                 | Юлія Гергес Гарбінє Мугуруса       | Round Robin Медісон Кіз Дарія Касаткіна Анастасія Севастова Чжан Шуай Арина Соболенко Каролін Гарсія Елісе Мертенс Анетт Контавейт |
| 29 жовтня | WTA Elite Trophy Чжухай, Китай Чемпіонат закінчення року $2,349,363 – Хард (п) – 12S (RR)/6D (RR) Одиночний розряд – Парний розряд | Людмила Кіченок Надія Кіченок 6–4, 3–6, [10–7]              | Аояма Сюко Лідія Морозова               | Юлія Гергес Гарбінє Мугуруса       | Round Robin Медісон Кіз Дарія Касаткіна Анастасія Севастова Чжан Шуай Арина Соболенко Каролін Гарсія Елісе Мертенс Анетт Контавейт |

### Листопад
| Тиждень    | Турнір                                         | Чемпіонки   | Фіналістки              | Півфіналістки | Чвертьфіналістки |
| ---------- | ---------------------------------------------- | ----------- | ----------------------- | ------------- | ---------------- |
| November 5 | Fed Cup Final Прага, Czech Republic – Hard (i) | Чехія · 3–0 | Сполучені Штати Америки |               |                  |

## Статистична інформація
Ці таблиці показують кількість виграних турнірів кожною окремою гравчинею та представницями різних країн. Враховані одиночні (S), парні (D) та змішані (X) титули на турнірах усіх рівнів: Великий шолом, чемпіонати закінчення сезону (Чемпіонат Туру WTA і Турнір of Champions), Турніри WTA Premier (Premier Mandatory, Premier 5 і звичайні Premier), а також Турніри WTA International. Гравчинь і країни розподілено за такими показниками:
1. Загальна кількість титулів (титул в парному розряді, виграний двома тенісистками, які представляють одну й ту саму країну, зараховано як  лише один виграш для країни);
2. Сумарна цінність усіх виграних титулів (одна перемога на турнірі Великого шолома, дорівнює двом перемогам на турнірі Premier Mandatory/Premier 5, одна перемога на чемпіонаті закінчення сезону дорівнює півтора перемогам на Premier Mandatory/Premier 5, одна перемога на Mandatory/Premier 5 дорівнює двом перемогам на звичайних Premier, одна перемога на Premier дорівнює двом перемогам на International);
3. Ієрархія розрядів: одиночний > парний > змішаний;
4. Алфавітний порядок (для гравчинь за прізвищем).

### Легенда
| Турніри Великого шолома      |
| Чемпіонати закінчення сезону |
| WTA Premier Mandatory        |
| WTA Premier 5                |
| WTA Premier                  |
| WTA International            |

### Титули окремих гравчинь
| Загалом | Гравчиня                         | S | D | X | S | D | S | D | S | D | S | D | S | D | S | D | X |
| ------- | -------------------------------- | - | - | - | - | - | - | - | - | - | - | - | - | - | - | - | - |
| 7       | Демі Схюрс (NED)                 |   |   |   |   |   |   |   |   | ● |   | ● |   | ● | 0 | 7 | 0 |
| 7       | Елісе Мертенс (BEL)              |   |   |   |   |   |   |   |   | ● |   |   | ● | ● | 3 | 4 | 0 |
| 6       | Ешлі Барті (AUS)                 |   | ● |   | ● |   |   | ● |   | ● |   |   | ● |   | 2 | 4 | 0 |
| 5       | Петра Квітова (CZE)              |   |   |   |   |   | ● |   | ● |   | ● |   | ● |   | 5 | 0 | 0 |
| 4       | Тімеа Бабош (HUN)                |   | ● |   |   | ● |   |   |   |   |   | ● | ● |   | 1 | 3 | 0 |
| 4       | Габріела Дабровскі (CAN)         |   |   | ● |   |   |   |   |   | ● |   | ● |   |   | 0 | 3 | 1 |
| 4       | Еліна Світоліна (UKR)            |   |   |   | ● |   |   |   | ● |   | ● |   |   |   | 4 | 0 | 0 |
| 4       | Симона Халеп (ROU)               | ● |   |   |   |   |   |   | ● |   |   |   | ● | ● | 3 | 1 | 0 |
| 4       | Кікі Бертенс (NED)               |   |   |   |   |   |   |   | ● |   | ● | ● | ● |   | 3 | 1 | 0 |
| 3       | Крістіна Младенович (FRA)        |   | ● |   |   | ● |   |   |   |   |   | ● |   |   | 0 | 3 | 0 |
| 3       | Каролін Возняцкі (DEN)           | ● |   |   |   |   | ● |   |   |   | ● |   |   |   | 3 | 0 | 0 |
| 3       | Барбора Стрицова (CZE)           |   |   |   |   |   |   | ● |   |   |   | ● |   |   | 0 | 3 | 0 |
| 3       | Ніколь Меліхар (USA)             |   |   | ● |   |   |   |   |   |   |   |   |   | ● | 0 | 2 | 1 |
| 3       | Квета Пешке (CZE)                |   |   |   |   |   |   |   |   |   |   | ● |   | ● | 0 | 3 | 0 |
| 3       | Чжан Шуай (CHN)                  |   |   |   |   |   |   |   |   |   |   |   |   | ● | 0 | 3 | 0 |
| 2       | Барбора Крейчикова (CZE)         |   | ● |   |   |   |   |   |   |   |   |   |   |   | 0 | 2 | 0 |
| 2       | Катержина Сінякова (CZE)         |   | ● |   |   |   |   |   |   |   |   |   |   |   | 0 | 2 | 0 |
| 2       | Осака Наомі (JPN)                | ● |   |   |   |   | ● |   |   |   |   |   |   |   | 2 | 0 | 0 |
| 2       | Коко Вандевей (USA)              |   | ● |   |   |   |   | ● |   |   |   |   |   |   | 0 | 2 | 0 |
| 2       | Анджелік Кербер (GER)            | ● |   |   |   |   |   |   |   |   | ● |   |   |   | 2 | 0 | 0 |
| 2       | Латіша Чжань (TPE)               |   |   | ● |   |   |   |   |   |   |   | ● |   |   | 0 | 1 | 1 |
| 2       | Катерина Макарова (RUS)          |   |   |   |   |   |   | ● |   | ● |   |   |   |   | 0 | 2 | 0 |
| 2       | Арина Соболенко (BLR)            |   |   |   |   |   |   |   | ● |   | ● |   |   |   | 2 | 0 | 0 |
| 2       | Андреа Сестіні Главачкова (CZE)  |   |   |   |   |   |   | ● |   |   |   | ● |   |   | 0 | 2 | 0 |
| 2       | Сє Шувей (TPE)                   |   |   |   |   |   |   | ● |   |   |   |   | ● |   | 1 | 1 | 0 |
| 2       | Кароліна Плішкова (CZE)          |   |   |   |   |   |   |   |   |   | ● |   |   |   | 2 | 0 | 0 |
| 2       | Сюй Їфань (CHN)                  |   |   |   |   |   |   |   |   |   |   | ● |   |   | 0 | 2 | 0 |
| 2       | Міхаела Бузернеску (ROU)         |   |   |   |   |   |   |   |   |   | ● |   |   | ● | 1 | 1 | 0 |
| 2       | Катарина Среботнік (SLO)         |   |   |   |   |   |   |   |   |   |   | ● |   | ● | 0 | 2 | 0 |
| 2       | Віра Звонарьова (RUS)            |   |   |   |   |   |   |   |   |   |   | ● |   | ● | 0 | 2 | 0 |
| 2       | Юлія Гергес (GER)                |   |   |   |   |   |   |   |   |   |   |   | ● |   | 2 | 0 | 0 |
| 2       | Полін Пармантьє (FRA)            |   |   |   |   |   |   |   |   |   |   |   | ● |   | 2 | 0 | 0 |
| 2       | Ван Цян (CHN)                    |   |   |   |   |   |   |   |   |   |   |   | ● |   | 2 | 0 | 0 |
| 2       | Ольга Данилович (SRB)            |   |   |   |   |   |   |   |   |   |   |   | ● | ● | 1 | 1 | 0 |
| 2       | Юганна Ларссон (SWE)             |   |   |   |   |   |   |   |   |   |   |   | ● | ● | 1 | 1 | 0 |
| 2       | Татьяна Марія (GER)              |   |   |   |   |   |   |   |   |   |   |   | ● | ● | 1 | 1 | 0 |
| 2       | Алісон ван Ейтванк (BEL)         |   |   |   |   |   |   |   |   |   |   |   | ● | ● | 1 | 1 | 0 |
| 2       | Ірина-Камелія Бегу (ROU)         |   |   |   |   |   |   |   |   |   |   |   |   | ● | 0 | 2 | 0 |
| 2       | Кірстен Фліпкенс (BEL)           |   |   |   |   |   |   |   |   |   |   |   |   | ● | 0 | 2 | 0 |
| 2       | Ралука Олару (ROU)               |   |   |   |   |   |   |   |   |   |   |   |   | ● | 0 | 2 | 0 |
| 1       | Бетані Маттек-Сендс (USA)        |   |   | ● |   |   |   |   |   |   |   |   |   |   | 0 | 0 | 1 |
| 1       | Людмила Кіченок (UKR)            |   |   |   |   | ● |   |   |   |   |   |   |   |   | 0 | 1 | 0 |
| 1       | Надія Кіченок (UKR)              |   |   |   |   | ● |   |   |   |   |   |   |   |   | 0 | 1 | 0 |
| 1       | Слоун Стівенс (USA)              |   |   |   |   |   | ● |   |   |   |   |   |   |   | 1 | 0 | 0 |
| 1       | Луціє Градецька (CZE)            |   |   |   |   |   |   |   |   | ● |   |   |   |   | 0 | 1 | 0 |
| 1       | Олена Остапенко (LAT)            |   |   |   |   |   |   |   |   | ● |   |   |   |   | 0 | 1 | 0 |
| 1       | Олена Весніна (RUS)              |   |   |   |   |   |   | ● |   |   |   |   |   |   | 0 | 1 | 0 |
| 1       | Дарія Касаткіна (RUS)            |   |   |   |   |   |   |   |   |   | ● |   |   |   | 1 | 0 | 0 |
| 1       | Ракель Атаво (USA)               |   |   |   |   |   |   |   |   |   |   | ● |   |   | 0 | 1 | 0 |
| 1       | Тімеа Бачинскі (SUI)             |   |   |   |   |   |   |   |   |   |   | ● |   |   | 0 | 1 | 0 |
| 1       | Чжань Хаоцін (TPE)               |   |   |   |   |   |   |   |   |   |   | ● |   |   | 0 | 1 | 0 |
| 1       | Анна-Лена Гренефельд (GER)       |   |   |   |   |   |   |   |   |   |   | ● |   |   | 0 | 1 | 0 |
| 1       | Мію Като (JPN)                   |   |   |   |   |   |   |   |   |   |   | ● |   |   | 0 | 1 | 0 |
| 1       | Алла Кудрявцева (RUS)            |   |   |   |   |   |   |   |   |   |   | ● |   |   | 0 | 1 | 0 |
| 1       | Ніномія Макото (JPN)             |   |   |   |   |   |   |   |   |   |   | ● |   |   | 0 | 1 | 0 |
| 1       | Олександра Панова (RUS)          |   |   |   |   |   |   |   |   |   |   | ● |   |   | 0 | 1 | 0 |
| 1       | Лаура Зігемунд (GER)             |   |   |   |   |   |   |   |   |   |   | ● |   |   | 0 | 1 | 0 |
| 1       | Ян Чжаосюань (CHN)               |   |   |   |   |   |   |   |   |   |   | ● |   |   | 0 | 1 | 0 |
| 1       | Алізе Корне (FRA)                |   |   |   |   |   |   |   |   |   |   |   | ● |   | 1 | 0 | 0 |
| 1       | Каролін Гарсія (FRA)             |   |   |   |   |   |   |   |   |   |   |   | ● |   | 1 | 0 | 0 |
| 1       | Маргарита Гаспарян (RUS)         |   |   |   |   |   |   |   |   |   |   |   | ● |   | 1 | 0 | 0 |
| 1       | Каміла Джорджі (ITA)             |   |   |   |   |   |   |   |   |   |   |   | ● |   | 1 | 0 | 0 |
| 1       | Александра Крунич (SRB)          |   |   |   |   |   |   |   |   |   |   |   | ● |   | 1 | 0 | 0 |
| 1       | Світлана Кузнецова (RUS)         |   |   |   |   |   |   |   |   |   |   |   | ● |   | 1 | 0 | 0 |
| 1       | Гарбінє Мугуруса (ESP)           |   |   |   |   |   |   |   |   |   |   |   | ● |   | 1 | 0 | 0 |
| 1       | Анастасія Павлюченкова (RUS)     |   |   |   |   |   |   |   |   |   |   |   | ● |   | 1 | 0 | 0 |
| 1       | Анна Кароліна Шмідлова (SVK)     |   |   |   |   |   |   |   |   |   |   |   | ● |   | 1 | 0 | 0 |
| 1       | Анастасія Севастова (LAT)        |   |   |   |   |   |   |   |   |   |   |   | ● |   | 1 | 0 | 0 |
| 1       | Леся Цуренко (UKR)               |   |   |   |   |   |   |   |   |   |   |   | ● |   | 1 | 0 | 0 |
| 1       | Даяна Ястремська (UKR)           |   |   |   |   |   |   |   |   |   |   |   | ● |   | 1 | 0 | 0 |
| 1       | Монік Адамчак (AUS)              |   |   |   |   |   |   |   |   |   |   |   |   | ● | 0 | 1 | 0 |
| 1       | Анна Блинкова (RUS)              |   |   |   |   |   |   |   |   |   |   |   |   | ● | 0 | 1 | 0 |
| 1       | Наомі Броді (GBR)                |   |   |   |   |   |   |   |   |   |   |   |   | ● | 0 | 1 | 0 |
| 1       | Choi Ji-hee (KOR)                |   |   |   |   |   |   |   |   |   |   |   |   | ● | 0 | 1 | 0 |
| 1       | Дуань Інін (CHN)                 |   |   |   |   |   |   |   |   |   |   |   |   | ● | 0 | 1 | 0 |
| 1       | Сара Еррані (ITA)                |   |   |   |   |   |   |   |   |   |   |   |   | ● | 0 | 1 | 0 |
| 1       | Алекса Гуарачі (CHI)             |   |   |   |   |   |   |   |   |   |   |   |   | ● | 0 | 1 | 0 |
| 1       | Георгіна Гарсія Перес (ESP)      |   |   |   |   |   |   |   |   |   |   |   |   | ● | 0 | 1 | 0 |
| 1       | Han Na-lae (KOR)                 |   |   |   |   |   |   |   |   |   |   |   |   | ● | 0 | 1 | 0 |
| 1       | Хань Синьюнь (CHN)               |   |   |   |   |   |   |   |   |   |   |   |   | ● | 0 | 1 | 0 |
| 1       | Ходзумі Ері (JPN)                |   |   |   |   |   |   |   |   |   |   |   |   | ● | 0 | 1 | 0 |
| 1       | Даліла Якупович (SLO)            |   |   |   |   |   |   |   |   |   |   |   |   | ● | 0 | 1 | 0 |
| 1       | Цзян Сіньюй (CHN)                |   |   |   |   |   |   |   |   |   |   |   |   | ● | 0 | 1 | 0 |
| 1       | Дарія Юрак (CRO)                 |   |   |   |   |   |   |   |   |   |   |   |   | ● | 0 | 1 | 0 |
| 1       | Ірина Хромачова (RUS)            |   |   |   |   |   |   |   |   |   |   |   |   | ● | 0 | 1 | 0 |
| 1       | Андрея Клепач (SLO)              |   |   |   |   |   |   |   |   |   |   |   |   | ● | 0 | 1 | 0 |
| 1       | Дезіре Кравчик (USA)             |   |   |   |   |   |   |   |   |   |   |   |   | ● | 0 | 1 | 0 |
| 1       | Лян Чень (CHN)                   |   |   |   |   |   |   |   |   |   |   |   |   | ● | 0 | 1 | 0 |
| 1       | Марія Хосе Мартінес Санчес (ESP) |   |   |   |   |   |   |   |   |   |   |   |   | ● | 0 | 1 | 0 |
| 1       | Greet Minnen (BEL)               |   |   |   |   |   |   |   |   |   |   |   |   | ● | 0 | 1 | 0 |
| 1       | Андрея Міту (ROU)                |   |   |   |   |   |   |   |   |   |   |   |   | ● | 0 | 1 | 0 |
| 1       | Джессіка Мор (AUS)               |   |   |   |   |   |   |   |   |   |   |   |   | ● | 0 | 1 | 0 |
| 1       | Ейжа Мугаммад (USA)              |   |   |   |   |   |   |   |   |   |   |   |   | ● | 0 | 1 | 0 |
| 1       | Анастасія Потапова (RUS)         |   |   |   |   |   |   |   |   |   |   |   |   | ● | 0 | 1 | 0 |
| 1       | Аліція Росольська (POL)          |   |   |   |   |   |   |   |   |   |   |   |   | ● | 0 | 1 | 0 |
| 1       | Марія Санчес (USA)               |   |   |   |   |   |   |   |   |   |   |   |   | ● | 0 | 1 | 0 |
| 1       | Бібіан Схофс (NED)               |   |   |   |   |   |   |   |   |   |   |   |   | ● | 0 | 1 | 0 |
| 1       | Сара Соррібес Тормо (ESP)        |   |   |   |   |   |   |   |   |   |   |   |   | ● | 0 | 1 | 0 |
| 1       | Абігейл Спірс (USA)              |   |   |   |   |   |   |   |   |   |   |   |   | ● | 0 | 1 | 0 |
| 1       | Фанні Штоллар (HUN)              |   |   |   |   |   |   |   |   |   |   |   |   | ● | 0 | 1 | 0 |
| 1       | Саманта Стосур (AUS)             |   |   |   |   |   |   |   |   |   |   |   |   | ● | 0 | 1 | 0 |
| 1       | Тан Цяньхуей (CHN)               |   |   |   |   |   |   |   |   |   |   |   |   | ● | 0 | 1 | 0 |
| 1       | Ван Яфань (CHN)                  |   |   |   |   |   |   |   |   |   |   |   |   | ● | 0 | 1 | 0 |
| 1       | Гезер Вотсон (GBR)               |   |   |   |   |   |   |   |   |   |   |   |   | ● | 0 | 1 | 0 |
| 1       | Тамара Зіданшек (SLO)            |   |   |   |   |   |   |   |   |   |   |   |   | ● | 0 | 1 | 0 |

### Титули за країнами
| Загалом | Країна                  | S | D | X | S | D | S | D | S | D | S | D | S | D | S | D | X |
| ------- | ----------------------- | - | - | - | - | - | - | - | - | - | - | - | - | - | - | - | - |
| 16      | Чехія (CZE)             |   | 2 |   |   |   | 1 | 2 | 1 | 1 | 4 | 2 | 1 | 2 | 7 | 9 | 0 |
| 12      | Росія (RUS)             |   |   |   |   |   |   | 1 |   | 1 | 1 | 3 | 3 | 3 | 4 | 8 | 0 |
| 11      | США (USA)               |   | 1 | 2 |   |   | 1 | 1 |   |   |   | 1 |   | 5 | 1 | 8 | 2 |
| 11      | Нідерланди (NED)        |   |   |   |   |   |   |   | 1 | 3 | 1 | 1 | 1 | 4 | 3 | 8 | 0 |
| 11      | КНР (CHN)               |   |   |   |   |   |   |   |   |   |   | 3 | 2 | 6 | 2 | 9 | 0 |
| 10      | Бельгія (BEL)           |   |   |   |   |   |   |   |   | 1 |   |   | 4 | 5 | 4 | 6 | 0 |
| 8       | Румунія (ROU)           | 1 |   |   |   |   |   |   | 1 |   | 1 |   | 1 | 4 | 4 | 4 | 0 |
| 8       | Німеччина (GER)         | 1 |   |   |   |   |   |   |   |   | 1 | 2 | 3 | 1 | 5 | 3 | 0 |
| 8       | Австралія (AUS)         |   | 1 |   | 1 |   |   | 1 |   | 2 |   |   | 1 | 2 | 2 | 6 | 0 |
| 7       | Франція (FRA)           |   | 1 |   |   | 1 |   |   |   |   |   | 1 | 4 |   | 4 | 3 | 0 |
| 7       | Україна (UKR)           |   |   |   | 1 | 1 |   |   | 1 |   | 2 |   | 2 |   | 6 | 1 | 0 |
| 5       | Угорщина (HUN)          |   | 1 |   |   | 1 |   |   |   |   |   | 1 | 1 | 1 | 1 | 4 | 0 |
| 5       | Китайський Тайбей (TPE) |   |   | 1 |   |   |   | 1 |   |   |   | 2 | 1 |   | 1 | 3 | 1 |
| 5       | Словенія (SLO)          |   |   |   |   |   |   |   |   |   |   | 1 |   | 4 | 0 | 5 | 0 |
| 4       | Канада (CAN)            |   |   | 1 |   |   |   |   |   | 1 |   | 2 |   |   | 0 | 3 | 1 |
| 4       | Японія (JPN)            | 1 |   |   |   |   | 1 |   |   |   |   | 1 |   | 1 | 2 | 2 | 0 |
| 4       | Іспанія (ESP)           |   |   |   |   |   |   |   |   |   |   |   | 1 | 3 | 1 | 3 | 0 |
| 3       | Данія (DEN)             | 1 |   |   |   |   | 1 |   |   |   | 1 |   |   |   | 3 | 0 | 0 |
| 3       | Сербія (SRB)            |   |   |   |   |   |   |   |   |   |   |   | 2 | 1 | 2 | 1 | 0 |
| 2       | Білорусь (BLR)          |   |   |   |   |   |   |   | 1 |   | 1 |   |   |   | 2 | 0 | 0 |
| 2       | Латвія (LAT)            |   |   |   |   |   |   |   |   | 1 |   |   | 1 |   | 1 | 1 | 0 |
| 2       | Італія (ITA)            |   |   |   |   |   |   |   |   |   |   |   | 1 | 1 | 1 | 1 | 0 |
| 2       | Швеція (SWE)            |   |   |   |   |   |   |   |   |   |   |   | 1 | 1 | 1 | 1 | 0 |
| 2       | Велика Британія (GBR)   |   |   |   |   |   |   |   |   |   |   |   |   | 2 | 0 | 2 | 0 |
| 1       | Швейцарія (SUI)         |   |   |   |   |   |   |   |   |   |   | 1 |   |   | 0 | 1 | 0 |
| 1       | Словаччина (SVK)        |   |   |   |   |   |   |   |   |   |   |   | 1 |   | 1 | 0 | 0 |
| 1       | Чилі (CHI)              |   |   |   |   |   |   |   |   |   |   |   |   | 1 | 0 | 1 | 0 |
| 1       | Хорватія (CRO)          |   |   |   |   |   |   |   |   |   |   |   |   | 1 | 0 | 1 | 0 |
| 1       | Польща (POL)            |   |   |   |   |   |   |   |   |   |   |   |   | 1 | 0 | 1 | 0 |
| 1       | Південна Корея (KOR)    |   |   |   |   |   |   |   |   |   |   |   |   | 1 | 0 | 1 | 0 |

### Інформація про титули
Наведені нижче гравчині виграли свій перший титул рівня Туру WTA в одиночному, парному або змішаному розряді:
Одиночний розряд
- Осака Наомі – Indian Wells (сітка)
- Александра Крунич – Rosmalen (сітка)
- Татьяна Марія – Mallorca (сітка)
- Ольга Данилович – Moscow International (сітка)
- Ван Цян – Nanchang (сітка)
- Міхаела Бузернеску – San Jose (сітка)
- Арина Соболенко – New Haven (сітка)
- Даяна Ястремська – Hong Kong (сітка)

Парний розряд
- Симона Халеп – Shenzhen (сітка)
- Бібіан Схофс – Auckland (сітка)
- Георгіна Гарсія Перес[en] – Budapest (сітка)
- Фанні Штоллар – Budapest (сітка)
- Наомі Броді – Monterrey (сітка)
- Сара Соррібес Тормо – Monterrey (сітка)
- Ірина Хромачова[en] – Bogotá (сітка)
- Анна Блинкова – Rabat (сітка)
- Міхаела Бузернеску – Strasbourg (сітка)
- Алекса Гуарачі – Gstaad (сітка)
- Дезіре Кравчик – Gstaad (сітка)
- Анастасія Потапова – Moscow International (сітка)
- Choi Ji-hee – Seoul (сітка)
- Han Na-lae – Seoul (сітка)
- Ольга Данилович – Tashkent (сітка)
- Тамара Зіданшек – Tashkent (сітка)
- Greet Minnen – Luxembourg City (сітка)
- Алісон ван Ейтванк – Luxembourg City (сітка)

Змішаний розряд
- Латіша Чжань – Відкритий чемпіонат Франції з тенісу 2018 (сітка)
- Ніколь Меліхар – Вімблдонський турнір 2018 (сітка)

## Рейтинги WTA
Нижче наведено по двадцять перших гравчинь у рейтингу WTA на цей момент, рейтингу гонки до Чемпіонату WTA в одиночному розряді, а також двадцять перших гравчинь і десять перших пар рейтингу WTA  на цей момент.

### Одиночний розряд
| Рейтинг гонки до Чемпіонату WTA, кінець 2018 року | Рейтинг гонки до Чемпіонату WTA, кінець 2018 року | Рейтинг гонки до Чемпіонату WTA, кінець 2018 року | Рейтинг гонки до Чемпіонату WTA, кінець 2018 року | Рейтинг гонки до Чемпіонату WTA, кінець 2018 року |
| #                                                 | Гравець                                           | Очки                                              | Турнірів                                          |                                                   |
| ------------------------------------------------- | ------------------------------------------------- | ------------------------------------------------- | ------------------------------------------------- | ------------------------------------------------- |
| 1                                                 | Симона Халеп                                      | 6,920                                             | 17                                                |                                                   |
| 2                                                 | Анджелік Кербер                                   | 5,820                                             | 19                                                |                                                   |
| 3                                                 | Каролін Возняцкі                                  | 5,585                                             | 19                                                |                                                   |
| 4                                                 | Еліна Світоліна                                   | 5,250                                             | 19                                                |                                                   |
| 5                                                 | Осака Наомі                                       | 5,085                                             | 20                                                |                                                   |
| 6                                                 | Слоун Стівенс                                     | 5,022                                             | 20                                                |                                                   |
| 7                                                 | Петра Квітова                                     | 4,530                                             | 21                                                |                                                   |
| 8                                                 | Кароліна Плішкова                                 | 4,365                                             | 23                                                |                                                   |
| 9                                                 | Кікі Бертенс                                      | 4,305                                             | 25                                                |                                                   |
| 10                                                | Дарія Касаткіна                                   | 3,415                                             | 24                                                |                                                   |
| 11                                                | Арина Соболенко                                   | 3,245                                             | 27                                                |                                                   |
| 12                                                | Анастасія Севастова                               | 3,240                                             | 23                                                |                                                   |
| 13                                                | Елісе Мертенс                                     | 3,165                                             | 23                                                |                                                   |
| 14                                                | Юлія Гергес                                       | 3,055                                             | 24                                                |                                                   |
| 15                                                | Ешлі Барті                                        | 2,985                                             | 21                                                |                                                   |
| 16                                                | Серена Вільямс                                    | 2,976                                             | 10                                                |                                                   |
| 17                                                | Медісон Кіз                                       | 2,976                                             | 17                                                |                                                   |
| 18                                                | Гарбінє Мугуруса                                  | 2,910                                             | 23                                                |                                                   |
| 19                                                | Каролін Гарсія                                    | 2,660                                             | 23                                                |                                                   |
| 20                                                | Ван Цян                                           | 2,485                                             | 24                                                |                                                   |

| Чемпіон |

| 1  | Симона Халеп (ROU)        | 6,921 | 17 | 1  | 1  | 2  | ▬    |
| 2  | Анджелік Кербер (GER)     | 5,875 | 19 | 21 | 2  | 22 | ▲ 19 |
| 3  | Каролін Возняцкі (DEN)    | 5,586 | 19 | 3  | 1  | 3  | ▬    |
| 4  | Еліна Світоліна (UKR)     | 5,350 | 19 | 6  | 3  | 7  | ▲ 2  |
| 5  | Осака Наомі (JPN)         | 5,115 | 20 | 68 | 4  | 72 | ▲ 63 |
| 6  | Слоун Стівенс (USA)       | 5,023 | 20 | 13 | 3  | 13 | ▲ 7  |
| 7  | Петра Квітова (CZE)       | 4,630 | 21 | 29 | 4  | 29 | ▲ 22 |
| 8  | Кароліна Плішкова (CZE)   | 4,465 | 23 | 4  | 5  | 9  | ▼ 4  |
| 9  | Кікі Бертенс (NED)        | 4,335 | 25 | 31 | 9  | 32 | ▲ 22 |
| 10 | Дарія Касаткіна (RUS)     | 3,415 | 24 | 21 | 10 | 25 | ▲ 14 |
| 11 | Арина Соболенко (BLR)     | 3,245 | 27 | 78 | 11 | 96 | ▲ 67 |
| 12 | Анастасія Севастова (LAT) | 3,240 | 23 | 16 | 11 | 21 | ▲ 4  |
| 13 | Елісе Мертенс (BEL)       | 3,165 | 23 | 35 | 13 | 37 | ▲ 22 |
| 14 | Юлія Гергес (GER)         | 3,055 | 24 | 14 | 9  | 14 | ▬    |
| 15 | Ешлі Барті (AUS)          | 2,985 | 21 | 17 | 15 | 21 | ▲ 2  |
| 16 | Серена Вільямс (USA)      | 2,976 | 10 | 22 | 15 | NR | ▲ 6  |
| 17 | Медісон Кіз (USA)         | 2,976 | 17 | 19 | 10 | 20 | ▲ 2  |
| 18 | Гарбінє Мугуруса (ESP)    | 2,910 | 23 | 2  | 2  | 18 | ▼ 16 |
| 19 | Каролін Гарсія (FRA)      | 2,660 | 23 | 8  | 4  | 19 | ▼ 11 |
| 20 | Ван Цян (CHN)             | 2,485 | 24 | 45 | 20 | 85 | ▲ 25 |

#### 1-й номер рейтингу
| Утримує          | Коли здобула     | Коли позбулася |
| ---------------- | ---------------- | -------------- |
| Симона Халеп     | Кінець 2017 року | 28 січня 2018  |
| Каролін Возняцкі | 29 січня 2018    | 25 лютого 2018 |
| Симона Халеп     | 26 лютого 2018   |                |

### Парний розряд
| Рейтинг гонки до Чемпіонату WTA, станом на 10 вересня 2018 | Рейтинг гонки до Чемпіонату WTA, станом на 10 вересня 2018 | Рейтинг гонки до Чемпіонату WTA, станом на 10 вересня 2018 | Рейтинг гонки до Чемпіонату WTA, станом на 10 вересня 2018 | Рейтинг гонки до Чемпіонату WTA, станом на 10 вересня 2018 |
| #                                                          | Пара                                                       | Очки                                                       | Переміщення†                                               | Турнірів                                                   |
| ---------------------------------------------------------- | ---------------------------------------------------------- | ---------------------------------------------------------- | ---------------------------------------------------------- | ---------------------------------------------------------- |
| 1                                                          | Барбора Крейчикова Катержина Сінякова                      | 6,815                                                      | ▬                                                          | 14                                                         |
| 2                                                          | Тімеа Бабош Крістіна Младенович                            | 6,345                                                      | ▬                                                          | 12                                                         |
| 3                                                          | Катерина Макарова Олена Весніна                            | 3,715                                                      | ▬                                                          | 6                                                          |
| 4                                                          | Андрея Клепач Марія Хосе Мартінес Санчес                   | 3,475                                                      | ▬                                                          | 18                                                         |
| 5                                                          | Габріела Дабровскі Сюй Їфань                               | 3,395                                                      | ▲ 1                                                        | 14                                                         |
| 6                                                          | Ніколь Меліхар Квета Пешке                                 | 3,355                                                      | ▼ 1                                                        | 19                                                         |
| 7                                                          | Ешлі Барті Коко Вандевей                                   | 3,236                                                      | ▲ 8                                                        | 6                                                          |
| 8                                                          | Андреа Сестіні Главачкова Барбора Стрицова                 | 2,908                                                      | ▼ 1                                                        | 11                                                         |
| 9                                                          | Елісе Мертенс Демі Схюрс                                   | 2,845                                                      | ▼ 1                                                        | 12                                                         |
| 10                                                         | Аліція Росольська Абігейл Спірс                            | 2,195                                                      | ▼ 1                                                        | 22                                                         |

| Рейтинг тенісисток у парному розряді станом на 29 жовтня 2018 | Рейтинг тенісисток у парному розряді станом на 29 жовтня 2018 | Рейтинг тенісисток у парному розряді станом на 29 жовтня 2018 | Рейтинг тенісисток у парному розряді станом на 29 жовтня 2018 | Рейтинг тенісисток у парному розряді станом на 29 жовтня 2018 |
| #                                                             | Тенісистка                                                    | Очки                                                          | +/-                                                           |                                                               |
| ------------------------------------------------------------- | ------------------------------------------------------------- | ------------------------------------------------------------- | ------------------------------------------------------------- | ------------------------------------------------------------- |
| 1                                                             | Барбора Крейчикова (CZE)                                      | 7,775                                                         | ▬                                                             |                                                               |
| 1                                                             | Катеріна Сінякова (CZE)                                       | 7,775                                                         | ▬                                                             |                                                               |
| 3                                                             | Тімеа Бабош (HUN)                                             | 7,765                                                         | ▬                                                             |                                                               |
| 3                                                             | Крістіна Младенович (FRA)                                     | 7,765                                                         | ▬                                                             |                                                               |
| 5                                                             | Барбора Стрицова (CZE)                                        | 6,535                                                         | ▲ 1                                                           |                                                               |
| 6                                                             | Катерина Макарова (RUS)                                       | 6,205                                                         | ▼ 1                                                           |                                                               |
| 7                                                             | Ешлі Барті (AUS)                                              | 6,101                                                         | ▲ 1                                                           |                                                               |
| 8                                                             | Демі Схюрс (NED)                                              | 5,925                                                         | ▼ 1                                                           |                                                               |
| 9                                                             | Андреа Сестіні Главачкова (CZE)                               | 5,840                                                         | ▬                                                             |                                                               |
| 10                                                            | Габріела Дабровскі (CAN)                                      | 5,085                                                         | ▬                                                             |                                                               |
| 11                                                            | Елізе Мертенс (BEL)                                           | 4,455                                                         | ▬                                                             |                                                               |
| 12                                                            | Сюй Їфань (CHN)                                               | 4,370                                                         | ▬                                                             |                                                               |
| 13                                                            | Квета Пешке (CZE)                                             | 4,245                                                         | ▬                                                             |                                                               |
| 14                                                            | Коко Вандевей (USA)                                           | 4,097                                                         | ▲ 5                                                           |                                                               |
| 15                                                            | Ніколь Мепіхар (USA)                                          | 3,960                                                         | ▬                                                             |                                                               |
| 16                                                            | Олена Весніна (RUS)                                           | 3,725                                                         | ▼ 2                                                           |                                                               |
| 17                                                            | Сє Шувей (TPE)                                                | 3,705                                                         | ▼ 1                                                           |                                                               |
| 18                                                            | Марія Хосе Мартінес Санчес (ESP)                              | 3,690                                                         | ▼ 1                                                           |                                                               |
| 18                                                            | Андрея Клепач (SLO)                                           | 3,690                                                         | ▼ 1                                                           |                                                               |
| 20                                                            | Макото Ніномія (JPN)                                          | 2,930                                                         | ▬                                                             |                                                               |

#### 1-й номер рейтингу
| Holder                          | Коли здобула     | Коли позбулася |
| ------------------------------- | ---------------- | -------------- |
| Латіша Чжань Мартіна Хінгіс     | Кінець 2017 року | 11 лютого 2018 |
| Латіша Чжань                    | 12 лютого 2018   | 18 лютого 2018 |
| Латіша Чжань Мартіна Хінгіс     | 19 лютого 2018   | 18 March 2018  |
| Латіша Чжань                    | 19 March 2018    | 10 June 2018   |
| Катерина Макарова Олена Весніна | 11 June 2018     | 15 July 2018   |
| Тімеа Бабош                     | 16 July 2018     | 12 August 2018 |
| Латіша Чжань                    | 13 August 2018   | 19 August 2018 |
| Тімеа Бабош                     | 20 August 2018   |                |

## Розподіл очок
| Категорія                       | П     | Ф     | ПФ   | ЧФ                                                                                 | R16                                                                                | R32                                                                                | R64                                                                                | R128                                                                               | Q                                                                                  | Q3                                                                                 | Q2                                                                                 | Q1                                                                                 |
| Великий шолом (S)               | 2000  | 1300  | 780  | 430                                                                                | 240                                                                                | 130                                                                                | 70                                                                                 | 10                                                                                 | 40                                                                                 | 30                                                                                 | 20                                                                                 | 2                                                                                  |
| Великий шолом (D)               | 2000  | 1300  | 780  | 430                                                                                | 240                                                                                | 130                                                                                | 10                                                                                 | –                                                                                  | 40                                                                                 | –                                                                                  | –                                                                                  | –                                                                                  |
| WTA фінал (S)                   | 1500* | 1080* | 750* | (+125 за перемогу в матчі кругового турніру; +125 за перемогу в круговому турнірі) | (+125 за перемогу в матчі кругового турніру; +125 за перемогу в круговому турнірі) | (+125 за перемогу в матчі кругового турніру; +125 за перемогу в круговому турнірі) | (+125 за перемогу в матчі кругового турніру; +125 за перемогу в круговому турнірі) | (+125 за перемогу в матчі кругового турніру; +125 за перемогу в круговому турнірі) | (+125 за перемогу в матчі кругового турніру; +125 за перемогу в круговому турнірі) | (+125 за перемогу в матчі кругового турніру; +125 за перемогу в круговому турнірі) | (+125 за перемогу в матчі кругового турніру; +125 за перемогу в круговому турнірі) | (+125 за перемогу в матчі кругового турніру; +125 за перемогу в круговому турнірі) |
| WTA фінал (D)                   | 1500  | 1080  | 750  | 375                                                                                | –                                                                                  | –                                                                                  | –                                                                                  | –                                                                                  | –                                                                                  | –                                                                                  | –                                                                                  | –                                                                                  |
| WTA Premier Mandatory (96S)     | 1000  | 650   | 390  | 215                                                                                | 120                                                                                | 65                                                                                 | 35                                                                                 | 10                                                                                 | 30                                                                                 | –                                                                                  | 20                                                                                 | 2                                                                                  |
| WTA Premier Mandatory (64/60S)  | 1000  | 650   | 390  | 215                                                                                | 120                                                                                | 65                                                                                 | 10                                                                                 | –                                                                                  | 30                                                                                 | –                                                                                  | 20                                                                                 | 2                                                                                  |
| WTA Premier Mandatory (28/32D)  | 1000  | 650   | 390  | 215                                                                                | 120                                                                                | 10                                                                                 | –                                                                                  | –                                                                                  | –                                                                                  | –                                                                                  | –                                                                                  | –                                                                                  |
| WTA Premier 5 (56S, 64Q)        | 900   | 585   | 350  | 190                                                                                | 105                                                                                | 60                                                                                 | 1                                                                                  | –                                                                                  | 30                                                                                 | 22                                                                                 | 15                                                                                 | 1                                                                                  |
| WTA Premier 5 (56S, 48/32Q)     | 900   | 585   | 350  | 190                                                                                | 105                                                                                | 60                                                                                 | 1                                                                                  | –                                                                                  | 30                                                                                 | -                                                                                  | 20                                                                                 | 1                                                                                  |
| WTA Premier 5 (28D)             | 900   | 585   | 350  | 190                                                                                | 105                                                                                | 1                                                                                  | –                                                                                  | –                                                                                  | –                                                                                  | –                                                                                  | –                                                                                  | –                                                                                  |
| WTA Premier 5 (16D)             | 900   | 585   | 350  | 190                                                                                | 1                                                                                  | -                                                                                  | –                                                                                  | –                                                                                  | –                                                                                  | –                                                                                  | –                                                                                  | –                                                                                  |
| WTA Premier (56S)               | 470   | 305   | 185  | 100                                                                                | 55                                                                                 | 30                                                                                 | 1                                                                                  | –                                                                                  | 25                                                                                 | –                                                                                  | 13                                                                                 | 1                                                                                  |
| WTA Premier (32S)               | 470   | 305   | 185  | 100                                                                                | 55                                                                                 | 1                                                                                  | –                                                                                  | –                                                                                  | 25                                                                                 | 18                                                                                 | 13                                                                                 | 1                                                                                  |
| WTA Premier (16D)               | 470   | 305   | 185  | 100                                                                                | 1                                                                                  | –                                                                                  | –                                                                                  | –                                                                                  | –                                                                                  | –                                                                                  | –                                                                                  | –                                                                                  |
| WTA Elite Trophy (S)            | 700*  | 440*  | 240* | (+40 за перемогу в матчі кругового турніру; +80 за перемогу в круговому турнірі)   | (+40 за перемогу в матчі кругового турніру; +80 за перемогу в круговому турнірі)   | (+40 за перемогу в матчі кругового турніру; +80 за перемогу в круговому турнірі)   | (+40 за перемогу в матчі кругового турніру; +80 за перемогу в круговому турнірі)   | (+40 за перемогу в матчі кругового турніру; +80 за перемогу в круговому турнірі)   | (+40 за перемогу в матчі кругового турніру; +80 за перемогу в круговому турнірі)   | (+40 за перемогу в матчі кругового турніру; +80 за перемогу в круговому турнірі)   | (+40 за перемогу в матчі кругового турніру; +80 за перемогу в круговому турнірі)   | (+40 за перемогу в матчі кругового турніру; +80 за перемогу в круговому турнірі)   |
| WTA International (32S, 32Q)    | 280   | 180   | 110  | 60                                                                                 | 30                                                                                 | 1                                                                                  | –                                                                                  | –                                                                                  | 18                                                                                 | 14                                                                                 | 10                                                                                 | 1                                                                                  |
| WTA International (32S, 24/16Q) | 280   | 180   | 110  | 60                                                                                 | 30                                                                                 | 1                                                                                  | –                                                                                  | –                                                                                  | 18                                                                                 | -                                                                                  | 12                                                                                 | 1                                                                                  |
| WTA International (16D)         | 280   | 180   | 110  | 60                                                                                 | 1                                                                                  | –                                                                                  | –                                                                                  | –                                                                                  | –                                                                                  | –                                                                                  | –                                                                                  | –                                                                                  |

S = одиночний розряд, D = парний розряд, Q = гравчині, які пройшли через кваліфікацію.

* Не програла жодного матчу в круговому турнірі.

## Закінчили кар'єру
Список відомих тенісисток (які перемагали в головних турнірах, і/або перебували в першій сотні одиночного чи парного рейтингу WTA), що оголосили завершення професійної тенісної кар'єри, були неактивними (принаймні 52 тижні), або яким було заборонено брати участь у турнірах протягом сезону 2018 року:
- Анніка Бек
- Ева Бірнерова
- Роберта Вінчі
- Александра Возняк
- Кейсі Деллаква
- Марина Еракович
- Бояна Йовановські
- Карін Кнапп
- Анабель Медіна Гаррігес
- Агнешка Радванська
- Віржіні Раззано
- Ольга Савчук
- Франческа Ск'явоне
- Патрісія Марія Тіг
- Чжуан Цзяжун
- Патті Шнідер

## Відновили кар'єру
Список відомих тенісисток, які повернулись в професійний теніс у 2018 році:
- Маріон Бартолі
- Ребекка Маріно[en]